# Lophomyra
Lophomyra is een geslacht van vlinders van de familie uilen (Noctuidae), uit de onderfamilie Hadeninae.

## Soorten
- L. santista Jones, 1914
- L. tacita Schaus, 1911